# Martial Rhéaume
Pour l’article homonyme, voir Rhéaume.
Pierre Auguste Martial Rhéaume (9 avril 1882-17 décembre 1970) fut un boucher et homme politique fédéral et municipal du Québec.

## Biographie
Il entame sa carrière politique en devenant conseiller municipal pendant 16 ans et maire pendant 5 ans dans la municipalité de Saint-Jean.
Tentant d'être élu en tant que député indépendant en 1926 dans Saint-Jean—Iberville, il est élu en tant que député du Parti libéral du Canada en 1930. Réélu dans Saint-Jean—Iberville—Napierville en 1935 et en 1940, il ne se représente pas en 1945. Tentant un retour en tant que candidat indépendant en 1949, il est défait par le libéral Alcide Côté.